# Kodersdorf
Kodersdorf – miejscowość i gmina w Niemczech, w kraju związkowym Saksonia, w okręgu administracyjnym Drezno, w powiecie Görlitz, siedziba związku gmin Weißer Schöps/Neiße.
Dzielnice gminy:
- Kodersdorf z Rengersdorf i Torga (1937–1946 Kleeberg)
- Kodersdorf-Bahnhof
- Särichen
- Wiesa (1936–1938 Rabental, 1938–1947 Altwiese)